# La Main sur le berceau
Pour plus de détails, voir Fiche technique et Distribution.
La Main sur le berceau ou La main qui berce l'enfant au Québec (The Hand That Rocks the Cradle) est un film américain réalisé par Curtis Hanson, sorti en 1992. Grand succès cette année-là, il met en vedette Annabella Sciorra et Rebecca de Mornay et est devenu l'un des thrillers cultes des années 1990.

## Synopsis
À Seattle, Claire et Michael Bartel forment un couple uni. Enceinte de son second enfant, Claire consulte le Dr Victor Mott, un gynécologue. Cependant, celui-ci a une attitude équivoque et l'agresse sexuellement. Sur les conseils de son mari, Claire porte plainte, tout comme d'autres patientes, et obtient gain de cause. Avant même d'être arrêté par la police, le praticien se suicide. Peyton, sa veuve, fait une fausse couche qui la rend stérile. Désespérée, elle veut se venger de Claire. Quelques mois plus tard, alors que Claire a accouché du petit Joey, la veuve du docteur se fait engager comme gardienne chez les Bartel, sous le pseudonyme de Peyton Flanders. Elle va tenter de détruire la famille en éliminant tous les obstacles à sa vengeance.

## Fiche technique
Sauf indication contraire, les informations mentionnées dans cette section peuvent être confirmées par les bases de données cinématographiques IMDb et Allociné,  présentes dans la section « Liens externes ».
- Titre original : The Hand That Rocks the Cradle
- Titre français : La Main sur le berceau
- Titre québécois : La main qui berce l'enfant[1]
- Réalisation : Curtis Hanson
- Scénario : Amanda Silver
- Musique : Graeme Revell
- Direction artistique : Mark Zuelzke
- Décors : Edward Pisoni
- Costumes : Jennifer von Mayrhauser (en)
- Photographie : Robert Elswit
- Son : Anna Behlmer, Dane A. Davis, James Pilcher, Richard Portman, Dan Wallin
- Montage : John F. Link (en)
- Production :  David Madden
  - Production déléguée : Robert W. Cort (en), Ted Field et Rick Jaffa
  - Coproduction : Ira Halberstadt
- Sociétés de production : Interscope Communications, Ricardo Mestres Productions et Rock'n Cradle Productions, en association avec Nomura Babcock & Brown, présenté par Hollywood Pictures
- Sociétés de Distribution : Buena Vista Pictures Distribution (États-Unis) ; Warner Bros. (France)
- Budget : 13 millions USD[2]
- Pays de production :  États-Unis
- Langue originale : anglais
- Format : couleur (Technicolor) — 35 mm — 1,85:1 (Panavision) — son Dolby stéréo
- Genre : drame, thriller
- Durée : 110 minutes
- Dates de sortie[1] :
  - États-Unis : 10 janvier 1992
  - France : 9 septembre 1992[3]
- Classification[4] :
  - États-Unis : les enfants de moins de 17 ans doivent être accompagnés d'un adulte (R – Restricted)[N 1]
  - France : interdit aux moins de 12 ans[5]

## Distribution
- Annabella Sciorra (VF : Marie Vincent) : Claire Bartel
- Rebecca De Mornay (VF : Béatrice Agenin) : Peyton (Mme Mott)
- Matt McCoy (en) (VF : Edgar Givry) : Michael Bartel
- Ernie Hudson (VF : Michel Vigné) : Solomon
- Julianne Moore (VF : Annie Balestra) : Marlene Craven
- Madeline Zima : Emma Bartel
- John de Lancie : Dr Victor Mott
- Kevin Skousen (VF : Patrick Floersheim) : Marty Craven
- Mitchell Laurance (en) : l'avocat

## Production

### Genèse et développement
Le scénario de The Hand That Rocks the Cradle est initialement écrit par Amanda Silver comme thèse de fin d'études.

### Attribution des rôles
Kevin Spacey a été un temps envisagé pour incarner Michael Bartel. Rebecca De Mornay a initialement auditionné pour le rôle de Claire Bartel alors qu'Annabella Sciorra a passé celle pour la veuve du Dr Mott. Cybill Shepherd a par ailleurs refusé ce rôle. Il s'agit par ailleurs du premier film de Madeline Zima.
Il s'agit du premier grand rôle de Julianne Moore qui la révèle au public.

### Tournage
Le tournage a lieu d'avril à juillet 1991. Il se déroule dans l'État de Washington, notamment à Seattle, Tacoma, Redmond et Issaquah,.

## Accueil

### Accueil critique
Le film reçoit des critiques partagées à enthousiastes. Si l'intrigue reçoit des avis mitigés, la prestation de Rebecca De Mornay est unanimement saluée par la presse. Sur l'agrégateur américain Rotten Tomatoes, le film récolte 63% d'opinions favorables pour 48 critiques et une note moyenne de 6,2⁄10. Sur Metacritic, il obtient une note moyenne de 64⁄100 pour 26 critiques.

### Box-office
Le film connait un bon succès au box-office avec notamment 88 036 683 USD rien que sur le sol américain. En France, le film enregistre 854 972 entrées.

## Distinctions

### Récompenses
- Festival du film policier de Cognac 1992 :
  - Grand Prix pour Curtis Hanson
  - Prix du public pour Curtis Hanson
  - Meilleure actrice pour Rebecca De Mornay
- German Film- and Media Review 1992 : sceau d'approbation : "Recommandé"
- MTV Movie & TV Awards 1992 : meilleure méchante pour Rebecca De Mornay

- ASCAP Film and Television Music Awards 1993 : meilleur compositeur d'un blockbuster pour Graeme Revell

### Nominations
- MTV Movie & TV Awards 1992 : meilleure actrice pour Rebecca De Mornay

- Academy of Science Fiction, Fantasy and Horror Films - Saturn Awards 1993 :
  - Meilleur film d'horreur
  - Meilleure actrice pour Rebecca De Mornay
  - Meilleure actrice dans un second rôle pour Julianne Moore
- Chicago Film Critics Association Awards 1993 : meilleure actrice pour Rebecca De Mornay
- Young Artist Awards 1993 : meilleure jeune actrice de moins de dix ans dans un film pour Madeline Zima

### Sélections
- Festival du cinéma américain de Deauville 1992 : premières - hors compétition pour Curtis Hanson

## Éditions en vidéo
- En France, le film La Main sur le berceau est sorti en DVD le 21 avril 1999[14]. Par la suite, le film est ressorti en DVD le 22 janvier 2003[15] et en VOD le 1er octobre 2010[3].